# Liste des pannes de centrales hydroélectriques
Ceci est une liste des principales pannes de centrales hydroélectriques survenues en raison de dommages subis par une centrale hydroélectrique ou ses connexions. 
Les centrales doivent parfois être coupées en raison de défauts mineurs et peuvent généralement être remises en route lorsque le défaut a été corrigé. Diverses protections sont intégrées dans les stations afin de causer l'arrêt avant que de grands dommages ne soient causés.
Toutefois, certaines pannes de centrales hydroélectriques peuvent aller au-delà de la simple perte immédiate de la capacité de production : cela peut aller de la destruction de la turbine elle-même à la rupture du réservoir, en passant par des destructions importantes du réseau national des infrastructures en aval. Remédier à ces destructions et dommages majeurs peut prendre des années dans certains cas.
Lorsqu'une centrale fournit une part non négligeable de la capacité du réseau de distribution auquel elle est connectée, toute défaillance peut causer d'importantes perturbations au sein de ce réseau. Une défaillance grave d'une centrale hydroélectrique dont la contribution au réseau est majeure, ou de ses lignes de transmission associées, peut amputer une grande partie de la puissance du réseau ; cela peut conduire à la généralisation de perturbations.

## Liste des pannes
| Centrale électrique                          | Emplacement                       | Description | Année | Référence                                                        |
| -------------------------------------------- | --------------------------------- | --- | ----- | ---------------------------------------------------------------- |
| Centrale Hydroélectrique Shawinigan-1        | Shawinigan Falls (Québec, Canada) | Vendredi 13 septembre 1912. Explosion d'une turbine résultant à l'inondation du complexe et du décès d'un employé. 9 autres s'en tirent avec des blessures. | 1912  | [ 1 ]                                                            |
| Barrage de St. Francis                       | Valencia (Californie, États-Unis) | Instabilité géologique du canyon non détectée avec la technologie de l'époque et erreurs humaines conduisant à la rupture de barrage et causant 431 victimes à la suite de l'inondation. | 1928  |                                                                  |
| Réservoir de la Möhne                        | Ruhr                              | Détruit pendant la Seconde Guerre mondiale par les bombardements du Lancaster, par un bombardier de la RAF lors de l'Opération Chastise. 5,1 Mégawatts de capacité ont été perdus pendant à peu près six semaines. | 1943  |                                                                  |
| Barrage d'Edersee                            | Ruhr                              | Détruit pendant la Seconde Guerre mondiale par les bombardements du Lancaster, par un bombardier de la RAF lors de l'Opération Chastise. 16 Mégawatts de production perdus. | 1943  |                                                                  |
| Centrale électrique de Schoellkopf           | Chute du Niagara, NY              | Destruction de la centrale qui se décrocha du barrage et s'écroula dans le fleuve, causée par l'infiltration d'eau dans les murs de la centrale. Un travailleur fut tué et les dommages furent estimés à 100 millions de dollars américains. | 1956  | [ 2 ]                                                            |
| Barrage de Vajont                            | Italie                            | Débordement causé par un glissement de terrain, dont les preuves furent effacées par le gouvernement. 1 917 morts. | 1963  |                                                                  |
| Barrage de Mangla                            | Kashmir, Pakistan                 | La centrale électrique fut endommagée à la suite d'un raid de l'Indian Air Force lors de la troisième guerre indo-pakistanaise. La turbine de 1 000 MW fut temporairement mise hors service. | 1971  | [ 3 ]                                                            |
| Barrage de Banqiao                           | Chine                             | 26 000 morts causés par l'inondation, 145 000 morts dus aux famines et épidémies subséquentes, 11 millions de personnes sans logement. La catastrophe fut causée par une perte de puissance, le barrage rompit à la suite d'un débordement lors du passage du cyclone tropical Nina. | 1975  | [ 4 ]                                                            |
| Barrage Teton                                | Idaho, États-Unis                 | Les fondations du barrage furent balayées et une vague emporta tout sur son passage, y compris deux villes, au moins onze personnes et plusieurs milliers de bêtes d'élevage. | 1976  | [ 5 ]                                                            |
| Barrage de Morvi                             | Machchhu, Inde                    | Entre 1 800 et 25 000 morts. | 1976  | [réf. à confirmer]                                               |
| Barrage de Srisailam                         | Inde                              | À la suite de mauvaises manipulations des niveaux de réservoir, l'eau de la crue inonda la centrale semi-ensevelie (dont la capacité était de 770 MW) alors qu'un mur de protection devait être construit avant sa mise en service en 1987. L'eau de la crue causa une submersion complète de la centrale électrique, une accumulation massive de débris, le renouvellement des appareils électriques et une perte en production d'électricité qui dura un an. | 1998  | [ 7 ]                                                            |
| Centrale hydroélectrique de Bieudron         | Suisse                            | Perte de 1 269 MW, une rupture de la conduite forcée, trois morts, une inondation. | 2000  | [ 8 ]                                                            |
| Centrale hydroélectrique de Taum Sauk        | Missouri, É.-U.                   | À cause de son architecture sans déversoir et la poursuite de son activité alors que les équipes savaient que le système de jaugeage n'était pas fiable, le réservoir supérieur déborda lorsque de l'eau du réservoir inférieur continuait d'être pompée dans le réservoir supérieur déjà plein. Une grande partie du réservoir supérieur n'était plus opérationnelle, se vidant de près de 4 000 litres en moins d'une demi-heure. Aucune mort n'est à déplorer, mais cinq personnes furent blessées. La panne qui en résulta causa des dommages importants aux environs et il fallut attendre 2010 pour que la centrale fonctionne à nouveau. | 2005  | ,                                                                |
| Barrage d'Itaipu                             | Brésil                            | Une perte de capacité de 18 GW à cause de dommage concernant la ligne de transmission. | 2009  | voir aussi: Panne de courant en 2009 au Brésil et au Paraguay    |
| Barrage de Saïano-Chouchensk                 | Russie                            | La perte d'une capacité de 6 GW, 75 morts sont à imputer à une panne de la turbine. | 2009  | voir aussi: Accident de 2009 de la centrale de Saïano-Chouchensk |
| Barrage de Srisailam                         | Inde                              | Des crues sans précédent et une mauvaise gestion du réservoir, ainsi qu'un autre incident sur un barrage en amont, provoquèrent l'immersion totale de la centrale électrique (770 MW). Les conséquences : une accumulation massive de débris, le renouvellement des appareils électriques et l'absence de production d'électricité pendant un an. | 2009  | [ 13 ]                                                           |
| Vishnuprayag hydro electric station (400 MW) | Inde                              | Des crues soudaines causèrent une accumulation d'une grande quantité de boue et de débris dans le réservoir du barrage. | 2013  | [ 14 ]                                                           |
| Dhauliganga hydro electric station (280 MW)  | Inde                              | Des crues inhabituellement fortes et soudaines en juin 2013 dans la région d'Uttarakhand provoquant la submersion complète de la centrale. Cela aboutit à une accumulation massive de débris, la nécessité de remplacer le matériel électrique et l'absence de production d'électricité pendant plus de six mois. | 2013  | [ 15 ]                                                           |
| Uri-II Power Station (240 MW)                | Inde                              | Un grand incendie démarra dans l'un des transformateurs de la centrale électrique. | 2014  | ,                                                                |
| Barrage d'Oroville                           | California, É.-U.                 | Le déversoir endommagé provoque l'évacuation de 188 000 personnes. | 2017  | voir aussi: Crise du barrage d'Oroville de 2017                  |

### Autres
- Barrage Manitou, Manitou Springs, au Colorado, en 1924 à 38° 52′ 35,47″ N, 104° 59′ 38,3″ O
- Barrage Moyie (le Barrage Eileen), Moyie, Springs, Idaho, en 1925 à 48° 46′ 32″ N, 116° 09′ 19″ O
- Lac Lanier, Caroline-du-Nord, 1926
- Barrage Purisima, en Californie, 1930